# Khadira rutilus
Khadira rutilus là một loài bướm đêm trong họ Erebidae.